# Up for Breakfast
Up for Breakfast (с англ. — «Подняться для Завтрака») — пятьдесят третий в общем и второй с альбома The Best of Both Worlds сингл хард-рок группы Van Halen, выпущенный в августе 2004 года на лейбле Warner Bros..

## О сингле
Это одна из трёх новых песен, записанных для компиляции The Best of Both Worlds.
Майкл Энтони не играл на бас-гитаре для этой песни, хотя он обеспечил бэк-вокал для них. В то время Энтони ещё не был официальным участником группы, и песни были записаны ещё до того, как он присоединился к ней. На бас-гитаре в новых песнях играл Эдди Ван Хален.

## Список композиций
| №  | Название           | Длительность |
| -- | ------------------ | ------------ |
| 1. | «Up for Breakfast» | 4:59         |

## Участники записи
- Алекс Ван Хален — ударные, перкуссия
- Эдвард Ван Хален — электрогитара, синтезатор, бэк-вокал, бас-гитара
- Майкл Энтони — бэк-вокал
- Сэмми Хагар — вокал, электрогитара